# Odalengo Piccolo
Odalengo Piccolo là một đô thị ở tỉnh Alessandria trong vùng Piedmont của Italia, có vị trí cách khoảng 40 km về phía đông của Torino và khoảng 35 km về phía tây bắc của Alessandria. Tại thời điểm ngày 31 tháng 12 năm 2004, đô thị này có dân số 268 người và diện tích là 7,6 km².
Odalengo Piccolo giáp các đô thị: Alfiano Natta, Castelletto Merli, Cerrina Monferrato, Odalengo Grande, và Villadeati.